# Mohamed Mkacher
Mohamed Mkacher (Susa, 25 maggio 1975) è un allenatore di calcio ed ex calciatore tunisino, di ruolo difensore.

## Carriera

### Club
Mkacher inizia la sua carriera nel 1995 nell'Etoile sportive du Sahel, restandovi per sette stagioni.
Nel 2002 si accasa a Tunisi, nel Club Africain, fin quando non si è ritirato dal calcio giocato.

### Nazionale
È nel giro della nazionale dal 1996. Ha preso parte ai giochi olimpici di Atlanta ed ai Mondiali di Korea & Giappone.
Ha abbandonato la nazionale nel 2004.